# Torneo de Atlanta 2010
El Torneo de Atlanta es un evento de tenis que se disputa en Atlanta, Estados Unidos,  se juega entre el 19 y 25 de julio de 2010.

## Campeones
- Individuales masculinos:  Mardy Fish derrota a   John Isner, 4-6, 6-4, 7-6(4).

- Dobles masculinos:  Scott Lipsky /  Rajeev Ram derrotan a  Rohan Bopanna /  Kristof Vliegen, 6–3, 6–7(4), [12–10].